# Стэнтон, Генри
Генри Стэнтон (англ. Henry Tibbats Stainton; 13 августа 1822, Лондон — 2 декабря 1892, Лондон) — английский энтомолог.

## Биография
Учился в Лондонском королевском колледже, затем занимался коммерческими делами, а впоследствии всецело энтомологией и принимал живое участие в научной жизни Лондона в 1860-х и 1870-х годах. Был секретарём журнала «Ray Society» и редактором «Zoological Record». Научные труды Стэнтона касаются чешуекрылых всего земного шара и в особенности Microlepidoptera. 

## Труды
- «Insecta Britannica: Lepidoptera-Tineina» (Л., 1854, 1 т.);
- «A manual of British Butterflies and Moths» (ib., 1857—59, 2 т.);
- «The Natural History of the Tineina» (вместе с Целлером, Дугласом и Фрейом, 1855—73, 13 т., появ. на 4-х языках);
- «British Butterflies and Moths» (ibid., 1867, 1 т.);
- «The Tineina of Southern Europe» (ib., 1869, 1 т.).